# کسویک (آیووا)
کسویک (به انگلیسی: Keswick) شهری در ایالت آیووا کشور ایالات متحده آمریکا است که جمعیت آن در سرشماری سال ۲۰۱۰ میلادی، ۲۴۶ نفر بوده‌است.